# Ajjub Sabit
Ajjub Sabit, arab. ‏أيوب ثابت‎ (ur. 1884, zm. 1951) – libański polityk, pełniący obowiązki prezydenta Libanu od 19 marca do 21 lipca 1943, dwukrotnie premier od 30 stycznia 1936 do 5 stycznia 1937 i od 22 marca do 21 lipca 1943.